# Atletismo nos Jogos da Francofonia de 2009
As competições de atletismo nos Jogos da Francofonia de 2009 ocorreram entre 1 e 5 de outubro. Quarenta e seis eventos foram disputados.

## Quadro de medalhas
| Ordem | País                           |    |    |    |     |
| 1     | Marrocos                       | 10 | 13 | 9  | 32  |
| 2     | França                         | 9  | 8  | 10 | 27  |
| 3     | Canadá                         | 5  | 5  | 10 | 20  |
| 4     | Roménia                        | 5  | 3  | 4  | 12  |
| 5     | Egito                          | 3  | 3  |    | 6   |
| 6     | Ruanda                         | 3  | 1  |    | 4   |
| 7     | Costa do Marfim                | 2  | 1  |    | 3   |
| 8     | Chade                          | 2  |    |    | 2   |
| 9     | Senegal                        | 1  | 5  | 4  | 10  |
| 10    | Maurícia                       | 1  | 2  | 1  | 4   |
| 11    | Tunísia                        | 1  | 1  | 2  | 4   |
| 12    | Comunidade Francesa da Bélgica | 1  | 1  | 1  | 3   |
| 13    | Camarões                       | 1  |    | 3  | 4   |
| 14    | Burquina Fasso                 | 1  |    | 1  | 2   |
| 15    | Seicheles                      | 1  |    |    | 1   |
| 16    | Suíça                          |    | 1  | 1  | 2   |
| 17    | Benim                          |    | 1  |    | 1   |
| 17    | Mali                           |    | 1  |    | 1   |
| TOTAL | TOTAL                          | 46 | 46 | 46 | 138 |

## Medalhistas
Feminino
| Evento                           | Ouro                             | Prata                                    | Bronze                               |
| 100m (detalhes)                  | CAN Canadá Genevieve Thibault    | MLI Mali Kadiatou Camara                 | CAN Canadá Chantal Grant             |
| 200m (detalhes)                  | CHA Chade Nadjina Kaltouma       | CAN Canadá Kimberly Hyacinthe            | CAN Canadá Esther Akinsulie          |
| 400m (detalhes)                  | CHA Chade Nadjina Kaltouma       | SEN Senegal Fatou Bintou Fall            | SEN Senegal Ndeye Fatou Seck Soumah  |
| 800m (detalhes)                  | MAR Marrocos Seltana Ait Hammou  | MAR Marrocos Halima Hachlaf              | FRA França Linda Marguet             |
| 1500m (detalhes)                 | MAR Marrocos Ibtissam Lakhouad   | MAR Marrocos Siham Hilali                | MAR Marrocos Seltana Ait Hammou      |
| 5000m (detalhes)                 | MAR Marrocos Bouchra Chaabi      | MAR Marrocos Hanane Ouhadou              | CMR Camarões Therese Ngono Etoundi   |
| 10000m (detalhes)                | RWA Ruanda Claudette Mukasakindi | MAR Marrocos Bouchra Chaabi              | MAR Marrocos Maria Lahrissi          |
| 100m com barreiras (detalhes)    | CFB Elisabeth Davin              | SEN Senegal Gnima Faye                   | CFB Anne Zagre                       |
| 400m com barreiras (detalhes)    | MAR Marrocos Hayat Lambarki      | MAR Marrocos Lamia Lhabz                 | CMR Camarões Carole Kaboud Mebam     |
| 3000m com obstáculos (detalhes)  | ROU Romênia Ancuta Bobocel       | MAR Marrocos Hanane Ouhadou              | FRA França Elsa Delaunay             |
| Marcha atlética 10 km (detalhes) | TUN Tunísia Trabbssi Chaima      | FRA França Christine Ginaudeau           | CAN Canadá Megan Huzzey              |
| Maratona (detalhes)              | RWA Ruanda Epiphanie Nyirabarame | FRA França Adeline Roche                 | Nenhuma                              |
| Salto em distância (detalhes)    | ROU Romênia Alina Militaru       | FRA França Vanessa Gladonne              | ROU Romênia Cristina Sandu           |
| Salto triplo (detalhes)          | FRA França Vanessa Gladonne      | MAR Marrocos Jamaa Chnaik                | FRA França Amy Zongo                 |
| Salto em altura (detalhes)       | FRA França Sandrine Champion     | SUI Suíça Beatrice Lundmark              | CAN Canadá Nicole Forrester          |
| Salto com vara (detalhes)        | FRA França Telie Mathiot         | CAN Canadá Gabriella Duclos-Lasner       | CAN Canadá Leanna Wellwood           |
| Heptatlo (detalhes)              | FRA França Gabriella Kouassi     | CAN Canadá Jennifer Cotten               | BUR Burquina Fasso Beatrice Kamboule |
| Arremesso de peso (detalhes)     | ROU Romênia Anca Heltne          | FRA França Jessica Cerival               | CAN Canadá Julie Labonte             |
| Arremesso de disco (detalhes)    | ROU Romênia Ileana Sorescu       | CIV Costa do Marfim Kazai Suzanne Krabge | FRA França Coralie Glatre            |
| Lançamento de dardo (detalhes)   | SEY Seicheles Lindy Agricole     | EGY Egito Ramadan Hanaa                  | ROU Romênia Maria Negoita            |
| Arremesso de martelo (detalhes)  | FRA França Manuela Montebrun     | ROU Romênia Bianca Perie                 | FRA França Amelie Perrin             |
| Revezamento 4x100m (detalhes)    | CAN Canadá                       | FRA França                               | CMR Camarões                         |
| Revezamento 4x400m (detalhes)    | CAN Canadá                       | SEN Senegal                              | MAR Marrocos                         |

Masculino
| Evento                           | Ouro                                  | Prata                            | Bronze                                               |
| 100m (detalhes)                  | CIV Costa do Marfim Ben Youssef Meite | MAR Marrocos Aziz Ouhadi         | SEN Senegal Mouhamadou Lamine Niang                  |
| 200m (detalhes)                  | CIV Costa do Marfim Ben Youssef Meite | MRI Maurício Stephan Buckland    | MAR Marrocos Khalid Zougari                          |
| 400m (detalhes)                  | MRI Maurício Jean Eric Milazar        | BEN Benim Mathieu Gnanligo       | MAR Marrocos Maadadi Marouane                        |
| 800m (detalhes)                  | MAR Marrocos Amine Laalou             | SEN Senegal Abdoulaye Wagne      | MAR Marrocos Mohcine Elamine                         |
| 1500m (detalhes)                 | MAR Marrocos Amine Laalou             | MAR Marrocos Fouad Elkaam        | CAN Canadá Matthew Lincoln                           |
| 5000m (detalhes)                 | MAR Marrocos Chakir Boujattaoui       | MAR Marrocos Anis Selmouni       | MAR Marrocos Hicham Bellani                          |
| 10000m (detalhes)                | RWA Ruanda Dieudonne Disi             | MAR Marrocos Anis Selmouni       | MAR Marrocos Hicham Bellani                          |
| 100m com barreiras (detalhes)    | CAN Canadá Jared Macleod              | ROU Romênia Alexandru Mihailescu | TUN Tunísia Aymen Ben Ahmed                          |
| 400m com barreiras (detalhes)    | FRA França Fadel Bellaabouss          | FRA França Sebastien Maillard    | SEN Senegal Mamadou Kasse Hann                       |
| 3000m com obstáculos (detalhes)  | MAR Marrocos Abdellatif Chamlal       | MAR Marrocos Chakir Boujattaoui  | TUN Tunísia Amor Yahya                               |
| Marcha atlética 20 km (detalhes) | FRA França Herve Davaux               | TUN Tunísia Hassanin Sebai       | FRA França Bertrand Moulinet                         |
| Maratona (detalhes)              | MAR Marrocos Zaid Laroussi            | RWA Ruanda Felix Ntirenganya     | MAR Marrocos Ahmed Nasif                             |
| Salto em distância (detalhes)    | MAR Marrocos Yahya Berrabah           | SEN Senegal Ndiss Kaba Badji     | SUI Suíça Julien Fivaz                               |
| Salto triplo (detalhes)          | CMR Camarões Hugo Mamba Schlick       | ROU Romênia Alin Anghel          | FRA França Julien Kapek                              |
| Salto em altura (detalhes)       | ROU Romênia Mihai Donisan             | FRA França Matthias Cianci       | CAN Canadá Mark Dillon FRA França Fabrice Saint Jean |
| Salto com vara (detalhes)        | FRA França Vincent Favretto           | CAN Canadá Kristian Wilson       | CAN Canadá David Foley                               |
| Decatlo (detalhes)               | CAN Canadá Massimo Bertocchi          | CFB Francois Gourmet             | CAN Canadá Jamie Adjetey-Nelson                      |
| Arremesso de peso (detalhes)     | FRA França Tumatai Dauphin            | EGY Egito Yasser Fathy           | ROU Romênia Laurentiu Popa                           |
| Arremesso de disco (detalhes)    | EGY Egito Omar Ahmed El Ghazaly       | EGY Egito Yasser Fathy           | FRA França Jean Francois Aurokiom                    |
| Lançamento de dardo (detalhes)   | EGY Egito Ehab Abdel Rahman           | CAN Canadá Curtis Moss           | ROU Romênia Levente Bartha                           |
| Arremesso de martelo (detalhes)  | EGY Egito Mohsen El Anany             | FRA França Frederic Pouzy        | FRA França Jerome Bortoluzzi                         |
| Revezamento 4x100m (detalhes)    | BUR Burquina Fasso                    | MRI Maurício                     | SEN Senegal                                          |
| Revezamento 4x400m (detalhes)    | SEN Senegal                           | MAR Marrocos                     | MRI Maurício                                         |